# Napal
Napal es un lugar español del municipio de Romanzado, perteneciente a la Comunidad Foral de Navarra.

## Topónimo
Palabra de origen romance que significa ‘nabal, lugar de nabos’, del latín napus ‘nabo’. Es el mismo significado que el de Arbizu en euskera.
Aparece con este mismo nombre en la documentación antigua: Napal (año 1064).

## Historia
Hacia mediados del siglo XIX, el lugar, ya por entonces perteneciente a Romanzado, tenía contabilizada una población de 57 habitantes. Aparece descrito en el duodécimo volumen del Diccionario geográfico-estadístico-histórico de España y sus posesiones de Ultramar de Pascual Madoz con las siguientes palabras:

NAPAL: l. del ayunt. y valle de Romanzado en la prov. y c. g. de Navarra, part. jud. de Aoiz (3 1/2 leg.), aud. terr. y dióc. de Pamplona (8): sit. en la falda de una montaña elevada, en local muy escabroso. clima frio, le combaten los vientos N. y S., y se padecen inflamaciones y catarros: tiene 10 casas, igl. parr. de entrada (La Purisima Concepcion), servida por un abad de provision de los vec., una basilica en la rural de Ugarra, y para surtido de los vec. dos fuentes de buenas aguas: los niños acuden á la escuela de Murillo. El térm. se estiende 3/4 de N. á S. é igual dist. de E. á O., y confina N. Iso; E. sierra de Idocoro; S. Arbonies, y O. Murillo; comprendiendo dentro de su circunferencia una montaña de figura ovalada con encinas, arbustos y abundantes pastos. El terreno es secano, montuoso y poco fértil; le atraviesa un arroyo formado de varias fuentes que va á desaguar al r. Salazar. Los caminos son locales, en mal estado. El correo se recibe de Lumbier, por espreso. prod.: trigo, avena, cebada, maiz y patatas; cria de ganado lanar, cabrio y vacuno; caza de perdices, liebres y corzos. pobl.: 10 vec., 57 alm. riqueza: con el valle (V.).
(Madoz, 1849, p. 26)

En 2023, la entidad singular de población tenía empadronados 8 habitantes.

## Patrimonio
- Parroquia de la Purificación de Santa María, que dispuso de un retablo renacentista, de la última etapa del estilo romanista, del siglo XVII. Actualmente se encuentra en la basílica de San Martín, de Pamplona[5]
- Ermita de San Esteban.